# Réservoir Mitchinamecus
Pour les articles homonymes, voir Mitchinamecus.
Le réservoir Mitchinamecus, anciennement nommé le réservoir Mitchinamécus est un réservoir d'eau douce situé dans les territoires non organisés de Lac-Oscar, Lac-De La Bidière et Lac-Bazinet, administré par la municipalité régionale de comté d'Antoine-Labelle, dans la région administrative des Laurentides, au Québec, au Canada.

## Géographie
Ce réservoir, situé entièrement sur le territoire de la Zec Mitchinamecus et d’une superficie de 6,475 km², est alimenté principalement par la rivière Mitchinamecus, qui arrive du nord, ainsi que par de nombreux ruisseaux innommés. Parmi ceux-ci, plusieurs proviennent de lacs situés au nord, le lac Brouillet, le lac Carrier, le lac Duminy, le lac Le Verrier, le lac du Garrot, ainsi que le lac Caché et le lac Jean-Claude. Le ruisseau Croche, lui aussi au nord, s’y déverse également.
À l’est, on y retrouve des ruisseaux innommés en provenance du lac Antoine, du lac Éva, du Petit lac Hiché, ainsi que du Premier lac Twin et du Deuxième lac Twin, lesquels reçoivent eux-mêmes l’eau du lac Cordaillac. Un autre ruisseau provient de la Marche à Barger.
À l’ouest, le réservoir est alimenté par le ruisseau Cowans, provenant du lac Cowans, ainsi que par un ruisseau venant du lac Paul, lui-même alimenté par le lac Villeneuve et le lac Montredon. D’autres ruisseaux proviennent également du lac des Sables, du lac Hiché et du lac Oscar. Enfin, au sud, des ruisseaux en provenance du lac Edmond, du lac du Chat et du lac Dempsey s’y déversent aussi.
Il déverse ses eaux dans la rivière Mitchinamecus à l’ouest par le barrage Mitchinamecus, et dans le ruisseau de la Loutre à l’est par le barrage Brodrick,.
Plusieurs baies officiellement nommées par la Commission de toponymie du Québec sont situées dans ce réservoir. Du nord au sud, on retrouve la baie Stanley, la baie du Ruisseau Croche, la baie Lavoie, la baie Judge, la baie Le Verrier, la baie Éva, la baie Villeneuve, la baie Dempsey, la baie des Sables, la baie Cowans, la baie Torniche et la baie du Chat.
| Digue/barrage         | Année de construction | Hauteur | Longueur | Type          | Coordonnées                |
| --------------------- | --------------------- | ------- | -------- | ------------- | -------------------------- |
| Digue Mitchi-Menjo    | 1942                  | 3,1 m   | 193,5 m  | enrochement   | 47o 12' 47" ; -75o 10' 20" |
| Digue Mitchi-Réal     | 1942                  | 4,4 m   | 116,7 m  | enrochement   | 47o 12' 29" ; -75o 10' 19" |
| Barrage Brodrick      | 1942                  | 21,02 m | 282,3 m  | Béton-gravité | 47o 14' 41" ; -75o 6' 6"   |
| Barrage Mitchinamecus | 1942                  | 17,38 m | 265,2 m  | Béton-gravité | 47o 12' 52" ; -75o 10' 32" |
|                       |                       |         |          |               |                            |

## Toponymie
Le toponyme « Réservoir Mitchinamecus » a été officialisé le 12 septembre 1986 par la Commission de toponymie du Québec, en référence à sa signification d'origine crie qui veut dire grosse truite. Notons que ce toponyme apparaît dans la documentation officielle en 1911. 

## Faune et flore

### Poissons
Plusieurs espèces de poissons sont présentes dans le réservoir Mitchinamecus, notamment le doré jaune, l’omble de fontaine, le touladi et la perchaude.